# Villeneuve, Ain
Villeneuve är en kommun i departementet Ain i regionen Auvergne-Rhône-Alpes i östra Frankrike. Kommunen ligger  i kantonen Saint-Trivier-sur-Moignans som ligger i arrondissementet Bourg-en-Bresse. Kommunens areal är 26,79 km². År 2022 hade Villeneuve 1 603 invånare.

## Befolkningsutveckling
Antalet invånare i kommunen Villeneuve
Referens: INSEE